# 新竹市議會石獅
24°48′26″N 120°58′06″E / 24.807340°N 120.968236°E
新竹市議會石獅，原是清治時期光緒年間竹塹城林姓家族從福建購買的石獅子，多次搬遷，最後因風水搬到新竹市北區新竹市議會前。

## 多次遷移
此對石獅為惠安石匠張金英在光緒十一年（1885年）以泉州青斗石雕刻。
運來臺灣後，原本要放在已去世林占梅起造的林恆茂家族祖廟，但因未完工，暫放在竹塹城北門附近的演武廳。光緒十二年（1886年），應新竹縣知縣方祖蔭之請，將石獅放在科舉試院。1895年後，此對石獅先後被日軍放在舊武營、新竹武德殿。1926年，新竹州知事古木章光將石獅改遷至新竹神社鳥居前。
1948年新竹公會堂改成中山堂時，市府財產科的林占梅曾孫林家興向市長陳貞彬建議，將石獅搬至此。李澤藩對新竹公會堂作畫時，就有畫入此對石獅。
1963年，新竹縣議會大樓（今新竹市議會大樓）增建，挑高前廳與兩側辦公室。增建時，因認為議會對面的中德醫院建築三角尖頂是風水煞，便在議會大廳上方、整片玻璃窗中間，正對三角尖部位加裝十五面鏡子反射，還請議長鄭火龍結拜兄弟董林金鍊，在大廳壁上繪了一隻三爪火龍，並且禁止用水洗火龍壁畫。該年，議會在未經林占梅後人同意或程序轉移下，就將社教館的石獅搬遷到議會大門放置。議會將設置石獅的官方說法撰刻在石獅基座下：「確保此有歷史性之藝術品，免於湮廢，特遷來此用以象徵民治之尊嚴」，並由省議員許金德題字「雄踞生輝」，另外還有「寶犬聲宏」、「嚴氣正性」等題字。
這對獅雕因多次遷移，除「議會石獅」之名，又曾有「祖廟石獅」、「試院石獅」、「神社石獅」等稱號，反映了四處漂泊的歷史。
後來發生議長鄭火龍到金門勞軍生病、議員中有人自殺、有人在選區被罵得狗血淋頭，都歸咎議會風水設施沒能成功阻擋中德醫院的風水煞，直到搬來十多年後，中德醫院荒廢，改建成電信局辦公室和營業所，採現代樓房平面設計，被視為風水煞的三角尖才消失。
同樣在大同里，新竹市政府前獅子會鐘塔上的石獅子，則嘴內後來被塞一顆圓球，以阻擋對市政府、竹東林管處的｢殺氣」。

## 成為地標
議會石獅的青斗石因色澤帶綠，質地堅硬，容易表現石雕線條，被視為上品。於社教館期間，李遠哲父親李澤藩水彩畫作品《社教館古風貌》，就將之入畫。早年新竹縣議員團體合照，幾乎都是刻意納入議會前的石獅。民俗說法擺在議會的公石獅造型要以嘴巴張開、口內沒塞圓球為佳，這樣才能為民喉舌。候選人還會騎上石獅造勢。當1984年，議員因新竹縣市分治時爭產問題吵鬧時，其中就包括這對石獅，該年5月17日，市議員郭榮發在總質詢表示石獅屬於新竹市所有，不能搬走。
1993年10月30日，中華郵政總局發售由李光棋所繪製的第二輯的石獅郵票，分別是台北新公園、新竹市議會、新竹城隍廟、臺南赤崁樓的石獅，皆為南方獅造型。2012年，新竹市長許明財指示觀光處進行將新竹市與日治時期有關的文物造冊列入紀錄，編寫成專書，作為吸引日本遊客之用，其中就包括議會石獅。
2017年報導時，因有所有權問題，石獅無法依《文化資產法》登錄為新竹市文化資產，但林恆茂家族也無人出面索討。後，林恆茂家族出面請求市議會歸還他們的祖產。

## 它地效仿
1966年10月5日，臺北市議會之前發生議員陸阿龍猝世、議員尹載五神秘死亡、議長張祥傳重病、副議長陳少輝遭槍擊，議院要求增添雙獅克制邪氣，就在大門增設觀音山石質的石獅。因這對石獅都是閉口，議員被責怪不為百姓說話。1970年春，議會以不好看為理由，由總務組送給市政府工務局。之後，議會發生議員葉生進死亡、議員孫鳴因案被押，又怪罪當初把石獅移走。
1973年8月27日，臺中縣議會程序委員會，召開臨時大會，以議員陳瑞南自殺、議會鬧鬼為理由，要求議長蔡江寅在大門口設石獅，但被否決。
1988年春，彰化縣議會有鑒於議會常爭吵，遂安置一對閉目養神、形態安詳的石獅，寓意和諧論政。之後發生議員張貴福車禍喪生、議長白鴻森在內的廿一名議員被控賄選、議員何志栓被槍殺、副議長粘仲仁被掃黑，於是在1996年10月換成青斗石材質的石象。
2002年，新竹縣議員范玉燕建議，有鑑於議員陳芳志橫死、之後坐議事廳同位的陳德田病死，可否向新竹市議會商借，把縣市分隸前的那對石獅借回來鎮壓，或者新訂一對石獅擺在縣議會大門壓陣。2004年3月1日，新竹縣議會新設置石獅啟用落成。但兩年後，這對新獅被縣議會怪罪，遂移到竹北蓮華寺。